# Spaeri Stadium
Das Spaeri Stadium ist ein Mehrzweckstadion in der georgischen Hauptstadt Tiflis, im Bezirk Isani. Es bietet Platz für 1000 bis 2500 Zuschauer.

## Geschichte
Das Stadion dient vor allem dem FC Spaeri Tiflis als Heimspielstätte, einem Verein, der erst 2017 gegründet wurde. In ihrer Premierensaison trug die Mannschaft ihre Spiele im „Basa“-Stadion des georgischen Fußballverbands aus, bevor sie 2018 in das neu errichtete Spaeri Stadium umzog. Dieses wurde auf dem Gelände der Hauptdienststelle der Spezialkräfte in Tiflis komplett neu gebaut.
Das Spaeri Stadium bietet eine moderne Ausstattung, darunter eine einzige, größtenteils überdachte Tribüne mit 492 Sitzplätzen, Kunstrasen der neuesten Generation, eine Laufbahn, Flutlicht und eine elektronische Anzeigetafel. Die Kapazität des Stadions wird je nach Quelle mit 1000 bis 2500 Zuschauern angegeben.
Der bisherige Besucherrekord wurde am 5. November 2024 aufgestellt, als 1200 Zuschauer das Halbfinalspiel des David Kipani Cup zwischen dem FC Spaeri Tiflis und dem FC Gagra verfolgten. Im Durchschnitt besuchen 100 bis 200 Zuschauer die Spiele im Stadion.

## Nutzung durch andere Teams
Neben dem FC Spaeri Tiflis nutzen weitere Teams das Stadion für ihre Heimspiele:
- Spaeri FC (seit 2018 alle Heimspiele)
- Merani Tiflis (2. Liga in 2019, 2021 und 2022; georgischer Pokal in 2019, 2021 und 2022)
- Merani-2 Tiflis (1 Spiel in der 3. Liga 2021, 4. Liga 2020)
- FC Aragvi Dusheti (4 Spiele in der 2. Liga, Ende 2020)
- FC Gagra (2 Spiele, Liga 2 in 2019)
- Tskhinvali (1 Spiel, Liga 2 in 2019)
- Iraki Tiflis (2022 Liga 3; 2021 Liga 4 und georgischer Pokal)
- Meshakhte Tkibuli (1 Spiel in der 3. Liga, Saison 2023)
- Iberia Tiflis (je 3 Spiele in Liga 4 in 2021 und 2022)
- Gardabani (1 Spiel im georgischen Pokal, 2023)
- Norchi Dinamo 2016 (1 Spiel im georgischen Pokal, 2021)
- Tbilisi City (2 Spiele im georgischen Pokal, 2020)

## Entwicklung der Zuschauerzahlen
| Saison | Verein           | Wettbewerb      | Spiele | Ausverkauft | Zuschauer | Schnitt |
| ------ | ---------------- | --------------- | ------ | ----------- | --------- | ------- |
| 2025   | FC Spaeri Tiflis | Erovnuli Liga 2 | 8      | 0           | 1200      | 156     |
| 2024   | FC Spaeri Tiflis | Erovnuli Liga 2 | 18     | 0           | 2600      | 289     |
| 2023   | FC Spaeri Tiflis | Erovnuli Liga 2 | 18     | 0           | 650       | 217     |
| 2022   | FC Spaeri Tiflis | Erovnuli Liga 2 | 14     | 0           | 0         | 0       |

## Einzelne Spiele mit Zuschauerzahlen
| Saison | Verein           | Spieltag      | Wettbewerb       | Gegner    | Zuschauer | Ergebnis |
| ------ | ---------------- | ------------- | ---------------- | --------- | --------- | -------- |
| 2024   | FC Spaeri Tiflis | Halbfinale    | David Kipani Cup | FC Gagra  | 1200      | 7:6 (E)  |
| 2024   | FC Spaeri Tiflis | Viertelfinale | David Kipani Cup | FC Telavi | 500       | 4:3      |